# レイニー・デイズ
「レイニー・デイズ」（Rainy Dayz）はメアリー・J. ブライジのシングル。5thアルバム『ノー・モア・ドラマ』(No More Drama)のニュー・バージョン（再発盤）からのシングルとして2002年1月に発売された。フィーチャリング共演しているラッパーはジャ・ルール。
楽曲制作は、ジャ・ルールとアーヴ・ゴッティ）が行ない、プロデュースもアーヴ・ゴッティが担当している。
ラスベガスの「ディーヴァズ・ライブ 2002」(VH1 Divas)でメアリーがこの曲を歌っている時に、ホイットニーヒューストンが途中から登場して共演したことでも知られている。

## 背景
ジャ・ルールによると、2001年9月11日のアメリカ同時多発テロ事件のショックがこの楽曲の詞を書くきっかけになったとされ、そうした事件に見舞われた国の状況を「雨の日」と感じ、「Spend a lifetime trying to wash away/Until the sun shines and I see your face/Smile at me」（暗く辛い日々をずっと長い間、洗い流そうとしてきた。明るい未来の太陽が輝き始めるまで、君の顔を見れば俺に微笑んでくれる、俺のために微笑んでくれる）という歌詞を作ったという。
当初、この楽曲はTLCが歌うことを想定して制作されていたとされる。そのため歌詞の中に「We're always livin' so crazy and sexy and cool」、「Baby didn't we tell you before about chasing those waterfalls」という、彼女らのアルバム名『クレイジーセクシークール』(CrazySexyCool)や、その収録曲「ウォータフォールズ」(Waterfalls)にかけた言葉が出てくる。しかし、たまたまジャ・ルールのこの曲のデモを耳にしたメアリーが気に入り、最終的にメアリーとコラボすることになったという。
ちなみに歌詞の中には、「Baby, we gon' make it/In the words of Marvin Gaye/War is not the answer」（ベイビー、私たちは大丈夫。マーヴィン・ゲイも言ってたわ、戦争をすれば答えが出るわけじゃないって）というフレーズもあるが、この「War is not the answer」という言葉は、マーヴィン・ゲイの1971年の曲「ホワッツ・ゴーイン・オン」(What's Going On)の中のフレーズである。

## チャート記録
| チャート(2002)                                                                        | 最高位 |
| ------------------------------------------------------------------------------------- | ------ |
| アメリカ「ホット100・シングルチャート」(Billboard Hot 100)                            | 12     |
| アメリカ「ホットR&B/ヒップホップ・シングルチャート」(Billboard Hot R&B/Hip-Hop Songs) | 8      |
| アメリカ「ダンスクラブ・チャート」(Dance Club Songs)                                  | 6      |
| イギリス「全英シングルチャート」(UK Singles Chart)                                    | 17     |
| オランダ「ネーダラントス・トップ40」(Dutch Top 40)                                    | 13     |

## リミックス・バージョン
- サンダーパス・ラジオ・エディット (Thunderpuss Radio Edit)
- サンダーパス・クラブ・ミックス (Thunderpuss Club Mix) - リミックス・アルバム『ダンス・フォー・ミー』(Dance for Me)に収録。
  - サンダーパス(Thunderpuss)は、 バリー・ハリス（英語版）（元、コン・カンのメンバー）と、クリス・コックス（英語版）の2人から成るハード・ハウス・クリエイターで、その実力には定評がある[5]。
- サンダーダブ (Thunderdub)
- モーリス・ジョシュア・リミックス (Maurice Joshua Remix)